# 鮮血の誓い
鮮血の誓い（せんけつのちかい）は、2006年4月26日にリリースされた妖精帝國の2作目のシングル。

## 解説
- UHFアニメ『錬金3級 まじかる?ぽか〜ん』オープニングテーマとして発表された楽曲。
- ジャケットにはゆうまのイラストが用いられている。

## 収録曲
全作詞・作曲・編曲：橘尭葉
1. 鮮血の誓い [4:14]
2. Ira [6:56]
3. 孤高の創世 [5:09]
4. 鮮血の誓い (off vocal)
5. Ira (off vocal)
6. 孤高の創世 (off vocal)